# The Silent Revolution
The Silent Revolution (übersetzt „Die stille Revolution“, Verweistitel Black Liberation („schwarze Befreiung“)) ist ein deutsch-US-amerikanischer Dokumentarfilm von Edouard de Laurot und Eckehard Munck aus dem Jahr 1972. Der Film war für einen Oscar nominiert.

## Inhalt
„Ein Film, der unter direkter Beteiligung von Malcolm X (auf der Leinwand – und hinter der Kamera) entstand.“
In erster Linie handelt es sich um einen Film über die Afroamerikaner und den Aktivisten und bis zu seiner Ermordung 1965 Anführer der Bürgerrechtsbewegung in den Vereinigten Staaten Malcolm X. Im Film sprechen afroamerikanische Gesichter und Stimmen für sich. Ossie Davis beteiligte sich als Geste politischer Solidarität an dem Film, indem er als Sprecher auftrat. Gezeigt werden Auftritte von Malcolm X, in denen er zu seinen Anhängern spricht und auch Ausschnitte aus verschiedenen Interviews. Verwiesen wird auf die vielen Konflikte, die weltweit immer wieder aufbrechen und Gewalt sowohl auf der einen als auch der anderen Seite auslösen. Betont wird auch, dass schwarze Amerikaner nicht dieselben Rechte hätten wie weiße Amerikaner. Eine solche Haltung sei durch nichts gerechtfertigt, da schwarze und weiße Menschen, wie die Molekularbiologie ausweise, nichts unterscheide, was eine Unterdrückung der einen Gruppe durch die andere Gruppe auch nur im Ansatz rechtfertige.

## Produktionsnotizen, Veröffentlichung
Produziert wurde der Film von Leonaris Films. Als Produzent trat Eckehard Munck auf.
Obwohl der Film bei seiner Erstveröffentlichung in den USA unterdrückt wurde, erlangte er später internationale Anerkennung, sowohl als künstlerischer Triumph als auch als Werk von authentischer politischer Schärfe und Kraft, stellte Zoë Lund, in den 1980ern die Assistentin und Partnerin des Underground-Filmemachers Yves de Laurot, 1997 fest. Bei Yves de Laurot handelt es sich um den Regisseur des Films Edouard de Laurot, der unter diesem Pseudonym arbeitete.
Ausgestrahlt wurde der Film vom Sender BBC und vom Sender CBC in Kanada sowie von anderen internationalen Fernsehsendern.

## Rezeption

### Kritik
Zoë Lund zeigte sich begeistert von dem Film und schrieb, er bewege sich mit einer Geschwindigkeit, die dem Schnittstil der Zeit entspreche. Bereits zwanzig Jahre vor MTV habe Black Liberation die zeitgenössische Sprache schneller, synthetischer Bilder beherrscht. Die afrikanischen Trommeln von Black Liberation trieben einen Schwall visueller Metaphern voran. Beim zweiten und dritten Ansehen enthüllten die Bilder weitere Bedeutungsebenen, die zuvor nicht sichtbar gewesen seien. Der Stil sei direkt und gleichzeitig beinahe unterschwellig. Der Film packe beim Zusehen körperlich und bringe den Zuschauer an seine Grenzen. Seinerzeit habe der Film als aufrührerisch gegolten und daher in seinem Ursprungsland nie öffentlich vertrieben worden. Kopien seien innerhalb der afroamerikanischen Gemeinschaft in Umlauf gebracht worden, aber nie zahlreich gewesen oder zugänglich genug, um die Nachfrage zu decken. In der Dritten Welt und in Europa habe Black Liberation Respekt sowohl als „erster wirklicher Undergroundfilm aus den USA“ als auch als außergewöhnlich schönes Beispiel der Filmkunst erlangt. Abschließend stellte Lund fest, Black Liberation sei ein Paradebeispiel dafür, wie Form und Inhalt einander wirklich würdig sein könnten. Ein explizit politischer Film könne ein großartiges Kunstwerk sein.

### Auszeichnungen (Auswahl)
Academy Awards 1973
- Oscarnominierung in der Kategorie „Bester Dokumentarfilm“ für Eckehard Munck für und mit dem Film

Third World Independent Film Festival in Paris
- Besondere Ehrung als „erster authentischer Underground-Film aus den USA“

Internationale Filmfestspiele von Venedig
- Erster Preis

Black Harvest Film Festival in Chicago
- Erster Preis[2]